# Jean Sévillia

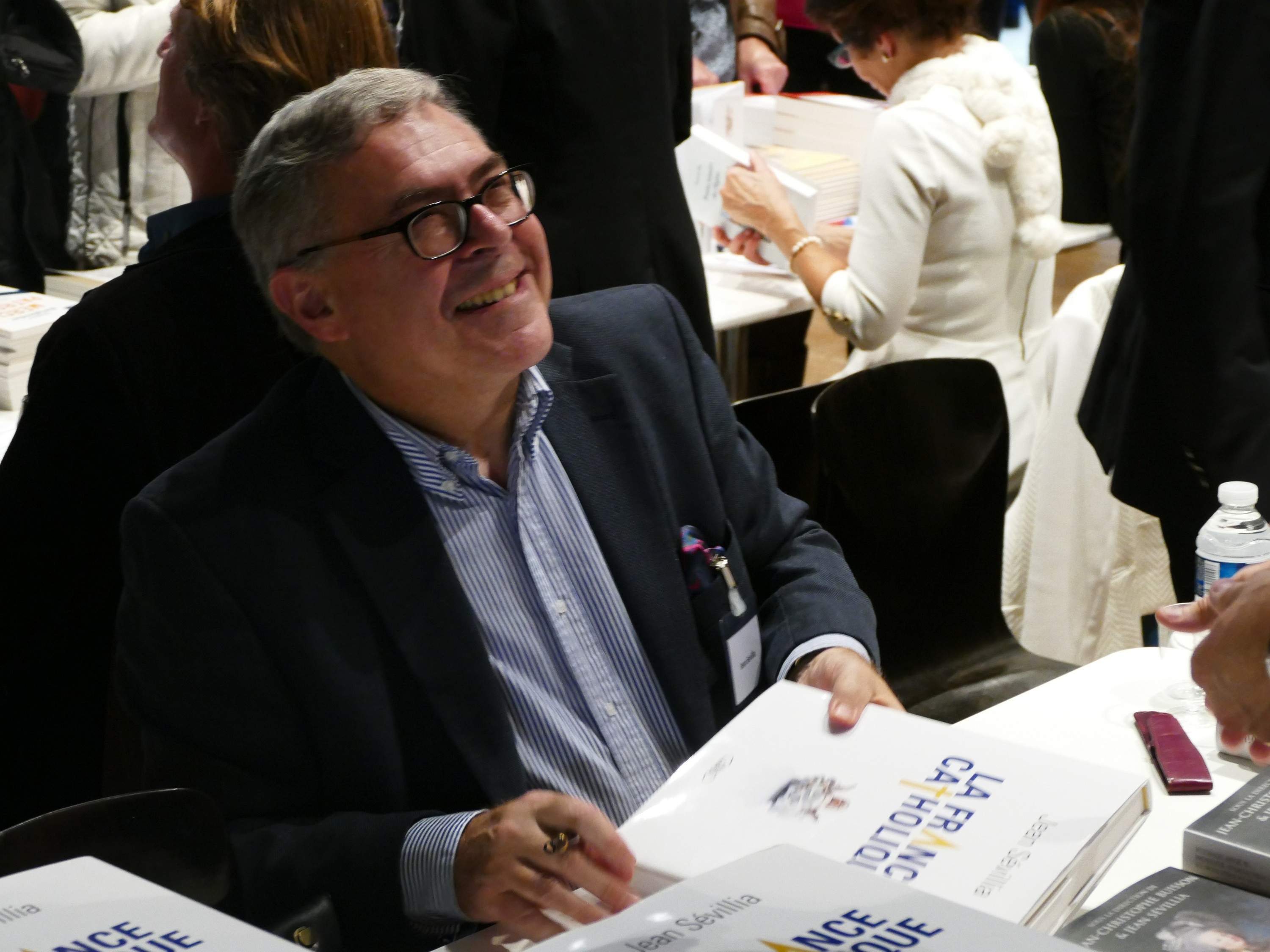
Jean Sévillia en el Salón del Libro y la Familia de París, en 2015.

Jean Sévillia, nacido el 14 de septiembre de 1952 en París, es un escritor, y un periodista francés, autor de ensayos históricos. Es católico, casado y padre de seis hijos.

## Biografía

### Periodista
Escoge la profesión de periodista una vez finalizados sus estudios en la Sorbona y su servicio militar. Periodista y crítico literario, Jean Sévillia es redactor jefe adjunto del suplemento cultural del diario Le Figaro Figaro Magazine.

### Escritor
En 1991 publica su primera obra Le Chouan du Tyrol y en 1997 Zita impératrice courage, en 1997, continuando con :  Le Terrorisme intellectuel  (2000),  Historiquement correct  (2003),  Quand les catholiques étaient hors la loi  (2005),  Moralement correct  (2007) , todos publicados por la editorial Perrin .
El contenido expuesto en Históricamente incorrecto junto con Le terrorisme intellectuelle han llevado a la primera plana del debate intelectual al abrir en Francia una interesante polémica sobre la hegemonía y las formas del pensamiento de la izquierda.